# Estudios Churubusco
Los Estudios Churubusco son unos de los estudios cinematográficos más antiguos en Latinoamérica. Localizados en la colonia Churubusco en la Ciudad de México, su construcción se inició en 1944 en el pueblo de Churubusco, que era cercano a la Ciudad de México. Los terrenos en los que se inició la obra tenían como límites el Río Churubusco, el Canal de Miramontes, el Country Club y la Calzada de Tlalpan.
Fueron inaugurados en 1945 tras un acuerdo firmado en 1943 entre RKO y Emilio Azcárraga Vidaurreta. En 1950 fueron adquiridos por el gobierno federal de México y fusionados con Estudios y Laboratorios Azteca para formar Estudios Churubusco Azteca. Desde 1958 han sido controlados por el Gobierno de México. Son considerados como unos de los cuatro grandes estudios durante la Época de Oro del cine mexicano — junto con Estudios América, Estudios San Ángel y Estudios Tepeyac.
Junto a los estudios San Ángel (ahora Televisa San Ángel) son los únicos estudios que siguen en operación. Se estima que 95% de las películas producidas en México desde el 2000 han usado muchos de los servicios proporcionados por los estudios. En 2024 este estudio fue utilizado para el segundo debate presidencial de la elecciones presidenciales de 2024 entre Claudia Sheinbaum, Xóchilt Gálvez y Maynez. 

## Historia

### 1943-1944
El proyecto de crear los Estudios Churubusco apareció desde 1943. Su construcción resultaba necesaria debido a que los estudios para cine existentes en México no se daban abasto para la producción de cinematográfica que se realizaba en aquellos años en el país.
Los primeros inversionistas del proyecto fueron Howard Randall y Harry Wright; sin embargo, el proyecto se pudo concluir gracias a un grupo encabezado por el empresario Emilio Azcárraga Vidaurreta, y la compañía productora estadounidense RKO.
Aunque las primeras obras fueron realizadas por una compañía llamada Productores Asociados de América a cargo de Wright, es Productores Asociados Unidos, S.A. (PAMSA) de Emilio Azcárraga, quien las termina, debido a que estos últimos compran los terrenos a la compañía de Wright. La compra incluía las instalaciones ya construidas y los terrenos de la colonia Country Club. El área total del terreno comprado equivalía a 18 hectáreas (180 mil metros cuadrados) que conforman la superficie ocupada por los Estudios Churubusco.
De acuerdo a las escrituras del terreno, este tendría las funciones de:

La producción de películas cinematográficas; el establecimiento de laboratorios adecuados para el revelado, preparación y elaboración completa de películas, especialmente a colores; la adquisición, explotación y uso de todo equipo adecuado para el registro y producción de sonido en relación con lo anterior; la explotación de películas nacionales en el país o en el extranjero; la ejecución de todo género de actos tendientes a desarrollar la industria cinematográfica...
23 de febrero de 1944, Escritura Pública No. 21943, Notario Público No. 17 de la Ciudad de México, D.F., a Productores Asociados Mexicanos, S.A.

Así, los estudios permitirían a México tener un medio para darse abasto en la producción cinematográfica, y a los inversionistas estadounidenses la posibilidad de producir películas pese a la falta de recursos que la Segunda Guerra Mundial generó en Estados Unidos.
Para el 15 de diciembre de 1944, cuando la obra aún no estaba concluida, se hace la primera filmación en los estudios, esta filmación es para la película estadounidense La Canción de México (Song of Mexico).

## Filmografía
Películas
| Título                                | Fecha de estreno | Director                         | Notas                                                                                                  |
| ------------------------------------- | ---------------- | -------------------------------- | --- |
| La morena de mi copla                 | 1945             | Fernando A Rivero                | |
| La perla                              | 1945             | Emilio Fernández                 | Con Pedro Armendáriz                                                                                   |
| Pervertida                            | 1945             | José Díaz Morales                | |
| El ahijado de la muerte               | 1946             | Norman Foster                    | |
| The Fugitive                          | 1946             | John Ford                        | Con Henry Fonda y Dolores del Río                                                                      |
| Hay muertos que no hacen ruido        | 1946             | Humberto Gómez Landero           | |
| La insaciable                         | 1946             | Juan José Ortega                 | |
| La mujer de todos                     | 1946             | Julio Bracho                     | |
| No te cases con mi mujer              | 1946             | Fernando Cortés                  | |
| La otra                               | 1946             | Roberto Gavaldón                 | |
| Si me han de matar mañana             | 1946             | Miguel Zacarías                  | |
| ¡A volar joven!                       | 1947             | Miguel M. Delgado                | |
| Adventures of Casanova                | 1947             | Roberto Gavaldon                 | |
| La diosa arrodillada                  | 1947             | Roberto Gavaldon                 | Con María Félix                                                                                        |
| Mystery in Mexico                     | 1947             | Robert Wise                      | |
| Allá en el rancho grande              | 1948             | Fernando de Fuentes              | |
| Maclovia                              | 1948             | Emilio Fernández                 | |
| Tarzan and the Mermaids               | 1948             | Robert Florey                    | |
| Si Adelita se fuera con otro          | 1948             | Chano Urueta                     | |
| Puerta….joven                         | 1949             | Miguel M. Delgado                | Con Cantinflas                                                                                         |
| El bombero atómico                    | 1950             | Miguel M. Delgado                | Con Cantinflas                                                                                         |
| Doña perfecta                         | 1950             | Alejandro Galindo                | Con Dolores del Río                                                                                    |
| Baile mi rey                          | 1951             | Roberto Rodríguez                | |
| El derecho de nacer                   | 1951             | Zacarías Gómez Urquiza           | |
| Mama nos quita los novios             | 1951             | Roberto Rodríguez                | |
| Mátenme porque me muero               | 1951             | Ismael Rodríguez                 | |
| Que te ha dado esa mujer              | 1951             | Ismael Rodríguez                 | |
| A.T.M A Toda Maquina!                 | 1951             | Ismael Rodríguez                 | |
| El bello durmiente                    | 1952             | Gilberto Martínez Solares        | |
| Dos tipos de cuidado                  | 1952             | Ismael Rodríguez                 | |
| Pepe el Toro                          | 1952             | Ismael Rodríguez                 | Con Pedro Infante                                                                                      |
| Por ellas aunque mal paguen           | 1952             | Juan Bustillo Oro                | |
| Las cariñosas                         | 1953             | Fernando Cortés                  | |
| Corazón salvaje                       | 1956             | Juan José Ortega                 | |
| A Woman's Devotion                    | 1956             | Paul Henreid                     | |
| El bolero de Raquel                   | 1956             | Miguel M. Delgado                | Con Cantinflas                                                                                         |
| The Brave One                         | 1956             | Irving Harper                    | |
| Cielito lindo                         | 1956             | Miguel M. Delgado                | |
| Ay... Calypso no te rajes!            | 1958             | Jaime Salvador                   | |
| Amorcito corazón                      | 1960             | Rogelio A. González              | |
| El analfabeto                         | 1960             | Miguel M. Delgado                | Con Cantinflas                                                                                         |
| The Magnificent Seven                 | 1960             | John Sturges                     | |
| El ángel exterminador                 | 1962             | Luis Buñuel                      | |
| El agente 00-sexy                     | 1967             | Fernando Cortés                  | |
| Corazón salvaje                       | 1968             | Tito Davison                     | |
| Butch Cassidy and the Sundance Kid    | 1968             | George Roy Hill                  | Con Paul Newman y Robert Redford                                                                       |
| Cuando los hijos se van               | 1968             | Julián Soler                     | |
| Robinson Crusoe                       | 1968             | René Cardona Jr.                 | |
| Soldier Blue                          | 1969             | Ralph Nelson                     | |
| The Assassination of Trotsky          | 1971             | Joseph Losey                     | |
| Big Jake                              | 1971             | Georges Sherman                  | |
| Boulevard Du Rhum                     | 1971             | Robert Enrico                    | |
| Buck and the Preacher                 | 1971             | Sidney Poitier                   | |
| El castillo de la pureza              | 1972             | Arturo Ripstein                  | |
| Shootout in a One-Dog Town            | 1973             | Burt Kennedy                     | |
| Bring Me the Head of Alfredo Garcia   | 1973             | Sam Peckkinpah                   | |
| Calzonzin inspector                   | 1973             | Alfonso Arau                     | |
| Antonio and the Mayor                 | 1974             | Jerry Torpe                      | |
| Bellas de noche                       | 1974             | Miguel M. Delgado                | |
| El apando                             | 1975             | Felipe Cazals                    | |
| The Devil's Rain                      | 1975             | Robert Fuest                     | |
| Bloody Marlene                        | 1977             | Alberto Mariscal                 | |
| Las cariñosas                         | 1978             | Rafael Portillo                  | |
| The Eagle's Wing                      | 1978             | Anthony Harvey                   | |
| Cacciatore di squali                  | 1979             | Enzo G. Castellari               | |
| Le Scarabee d’Or                      | 1979             | Maurice Ronet                    | |
| Campeche: Un estado de ánimo          | 1980             | Luis Mandoki                     | |
| El Barrendero                         | 1981             | Miguel M. Delgado                | Con Cantinflas                                                                                         |
| Caveman                               | 1981             | Carl Gottlieb                    | |
| El Chanfle 2                          | 1981             | Chespirito                       | |
| La Chevre                             | 1981             | Francis Veber                    | |
| Amityville II: The Possession         | 1982             | Damiano Damiani                  | |
| Sorceress                             | 1982             | Jack Hill                        | |
| The Honorary Consul                   | 1982             | John Mackenzie                   | |
| Under the Volcano                     | 1983             | John Huston                      | |
| Choices of the Heart                  | 1983             | Joseph Sargent                   | |
| Romancing the Stone                   | 1984             | Robert Zemeckis                  | Con Michael Douglas y Kathleen Turner                                                                  |
| Conan the Destroyer                   | 1984             | Richard Fleischer                | Con Arnold Schwarzenegger                                                                              |
| Dune                                  | 1984             | David Lynch                      | |
| Rambo: First Blood Part II            | 1984             | George P. Cosmatos               | Con Sylvester Stallone                                                                                 |
| Chiquita pero picosa                  | 1986             | Juan Pastor                      | Con Verónica Castro                                                                                    |
| Licence to Kill                       | 1988             | John Glen                        | La decimosexta película de James Bond                                                                  |
| Total Recall                          | 1989             | Paul Verhoeven                   | Con Arnold Schwarzenegger, Locaciones exteriores incluyen Metro Chabacano y la Glorieta de Insurgentes |
| Honey, I Shrunk the Kids              | 1989             | Joe Johnston                     | Con Rick Moranis                                                                                       |
| The Hunt for Red October              | 1989             | John McTiernan                   | Filme debut de Jack Ryan                                                                               |
| La tarea                              | 1989             | Jaime Humberto Hermosillo        | |
| Cabeza de Vaca                        | 1990             | Nicolás Echeverría               | |
| Ciudad de ciegos                      | 1990             | Alberto Cortes                   | |
| Danzón                                | 1990             | María Novaro                     | |
| La mujer de Benjamín                  | 1990             | Carlos Carrera                   | |
| Sólo con tu pareja                    | 1990             | Alfonso Cuarón                   | |
| El bulto                              | 1991             | Gabriel Retes                    | |
| Como agua para chocolate              | 1991             | Alfonso Arau                     | |
| La invención de Cronos                | 1991             | Guillermo del Toro               | |
| Miroslava                             | 1991             | Alejandro Pelayo                 | |
| Modelo antiguo                        | 1991             | Raúl Araiza                      | Con Silvia Pinal                                                                                       |
| Break of Dawn                         | 1992             | Isaac Artenstein                 | |
| Bienvenido /welcome                   | 1993             | Gabriel Retes                    | |
| Hasta morir                           | 1993             | Fernando Saldaña                 | |
| Avalon                                | 1995             | Lorenzo Hagerman                 | |
| Cilantro y perejil                    | 1995             | Rafael Montero                   | |
| De tripas corazón                     | 1995             | Antonio Urrutia                  | |
| 100 años de cine mexicano             | 1996             | Carlos Carrera                   | |
| Romeo + Juliet                        | 1996             | Baz Luhrmann                     | Con Leonardo DiCaprio                                                                                  |
| Santitos                              | 1996             | Alejandro Springall              | |
| De noche vienes, Esmeralda            | 1997             | Jaime Humberto Hermosillo        | |
| Bajo California, el límite del tiempo | 1998             | Carlos Bolado                    | |
| Sexo, pudor y lágrimas                | 1998             | Antonio Serrano                  | |
| The Mask of Zorro                     | 1998             | Martin Campbell                  | Con Antonio Banderas                                                                                   |
| Amores perros                         | 1999             | Alejandro González Iñarritu      | Nominado a un Óscar                                                                                    |
| El coronel no tiene quien le escriba  | 1999             | Arturo Ripstein                  | |
| Crónica de un desayuno                | 1999             | Benjamín Cann                    | |
| La ley de Herodes                     | 1999             | Luis Estrada                     | |
| Todo el poder                         | 1999             | Fernando Sariñana                | |
| Atlético San Pancho                   | 2000             | Gustavo Loza                     | |
| De la calle                           | 2000             | Gerardo Tort                     | |
| Demasiado amor                        | 2000             | Ernesto Rimoch                   | |
| Fidel                                 | 2000             | David Atwood                     | |
| Japón                                 | 2000             | Carlos Reygadas                  | |
| Perfume de violetas                   | 2000             | Maryse Sistach                   | |
| Original Sin                          | 2000             | Michael Cristofer                | Con Antonio Banderas y Angelina Jolie                                                                  |
| Asesino en serio                      | 2001             | Antonio Urrutia                  | |
| Frida                                 | 2001             | Julie Taymor                     | Con Salma Hayek                                                                                        |
| La habitación azul                    | 2001             | Walter Doehner                   | |
| El tigre de Santa Julia               | 2001             | Alejandro Gamboa                 | |
| Un secreto de Esperanza               | 2001             | Leopoldo Laborde                 | |
| Sin ton ni Sonia                      | 2001             | Carlos Sama                      | |
| Vivir mata                            | 2001             | Nicolás Echeverría               | |
| Amar te duele                         | 2002             | Fernando Sariñana                | |
| El crimen del Padre Amaro             | 2002             | Carlos Carrera                   | Nominado a un Óscar                                                                                    |
| La hija del caníbal                   | 2002             | Antonio Serrano                  | |
| Ladies Night                          | 2003             | Gabriela Tagliavini              | |
| Nicotina                              | 2003             | Hugo Rodríguez                   | Con Diego Luna                                                                                         |
| Sobreviviente                         | 2003             | Paul Michael                     | |
| The Matador                           | 2004             | Richard Shepard                  | Con Pierce Brosnan                                                                                     |
| The Librarian: Quest for the Spear    | 2004             | Con Noah Wyle                    | |
| Bandidas                              | 2004             | Joachim Rønning y Espen Sandberg | Con Salma Hayek y Penélope Cruz                                                                        |
| Man on Fire                           | 2004             | Tony Scott                       | Con Denzel Washington                                                                                  |
| Resident Evil: Extinction             | 2007             | Russell Mulcahy                  | Con Milla Jovovich                                                                                     |
| Beverly Hiils Chihuahua               | 2008             | Raja Gosnell                     | Con Jamie Lee Curtis                                                                                   |
| Barb and Star Go to Vista Del Mar     | 2019             | Josh Greenbaum                   | Con Kristen Wiig y Jamie Dornan                                                                        |
| La Más Draga (Tercera Temporada)      | 2020             | Bruno Olvez y Carlo Villareal    | Con Karla Díaz-Leal Arreguín                                                                           |

## Álbumes grabados
| Año  | Álbum                                     | Artista              | Notas                                                     |
| 2008 | MTV Unplugged                             | Julieta Venegas      | Grabación de álbum en directo el 6 de marzo de 2008       |
| 2010 | MTV Unplugged/Música de fondo             | Zoé                  | Grabación de álbum en directo el 5 de octubre del 2010    |
| 2010 | MTV Unplugged                             | Panda                | Grabación de álbum en directo el 6 de octubre de 2010     |
| 2012 | Primera fila                              | Gigi D'Alessio       | Grabación de álbum en directo                             |
| 2013 | Vuelve en: Primera fila                   | Franco de Vita       | Grabación de álbum en directo el 10 y 11 de julio de 2013 |
| 2013 | Primera fila                              | La Oreja de Van Gogh | Grabación de álbum en directo el 25 de julio de 2013      |
| 2014 | MTV Unplugged                             | Kinky                | Grabación de álbum en directo el 3 de junio de 2014       |
| 2014 | MTV Unplugged                             | Pepe Aguilar         | Grabación de álbum en directo el 5 de junio de 2014       |
| 2014 | Primera fila                              | Flans                | Grabación de álbum en directo el 11 de junio de 2014      |
| 2014 | Primera fila: Hecho realidad              | Ha*Ash               | Grabación de álbum en directo el 7 de julio de 2014       |
| 2015 | MTV Unplugged: El libro de las mutaciones | Enrique Bunbury      | Grabación de álbum en directo el 1 de septiembre de 2015  |
| 2016 | Bosé: MTV Unplugged                       | Miguel Bosé          | Grabación de álbum en directo el 12 de mayo de 2016       |
| 2016 | Primera Fila                              | Yuri                 | Grabación de álbum en directo                             |
| 2017 | Primera fila: Una última vez              | Sin Bandera          | Grabación de álbum en directo                             |
| 2017 | Primera fila                              | Bronco               | Grabación de álbum en directo                             |